# Ratramno de Corbie
Ratramno de Corbie, latinizado como Ratramnus Corbeiensis (muerto cerca del año 870) fue un monje franco del monasterio de Corbie, teólogo de la corte carolingia, conocido por sus trabajos referentes a la eucaristía y la predestinación.

## Vida
Ratramno fue un monje benedictino de la Abadía de Corbie, ubicada en el actual Departamento del Somme, uno de los más importantes autores eclesiásticos del siglo IX. De su vida no se tienen datos, pero sí de su obra literaria. Su obra más destacada es un tratado referente a la sagrada eucaristía titulada De corpore et sanguine Domini. Esta obra fue escrita a instancias del emperador Carlos el Calvo, como respuesta a una obra del mismo nombre escrita por Pascasio Radberto. Ratramno sostenía que a pesar de que el pan y el vino consagrado parecen no haber sufrido cambio alguno, se han transformado en la carne y sangre de Cristo, aunque, según Ratramno, el cuerpo de Cristo que se ofrece en la misa no es la misma carne que sufrió el castigo y crucifixión en el Monte Calvario. Curiosamente, la obra de Ratramno sirvió para sostener y para atacar el dogma de Transubstanciación: Juan Fisher utilizó el trabajo de Ratramno para defender a la eucaristía en su obra De Veritate Corporis et Sanguinis Christi in Eucharistia, adversus Johannem Oecolampadium (publicada en Colonia en 1527), y Thomas Cranmer para sostener lo contrario. Por el hecho de que la obra de Ratramno fuese utilizada por los reformadores, fue incluida en el Index librorum prohibitorum en 1559, para sólo ser excluida de éste en 1900.
En la década del 840 y del 850, Ratramno se vio envuelto en una controversia referida a las enseñanzas de Godescalco de Orbais. Ratramno conoció a Godescalco cuando este último llegó al monasterio de Corbie en 830. Luego Ratramno apoyó a Godescalco en el conflicto que este tuvo con el arzobispo Hincmaro de Reims.
Otra de sus obras fue De prædestinatione Dei en la que sostenía la doble predestinación, tanto para la salvación como para la condenación, pero rechaza la teoría que las personas están predestinadas al pecado.
Ratramno fue autor de la Epístola de Cynocephalis, en la que especulaba acerca de si los cinocéfalos —una supuesta raza de seres híbridos con cuerpo de humano y cabeza de perro— eran seres humanos y por consiguiente debían ser evangelizados. Este tema se reeditaría siglos después con la polémica sobre la naturaleza humana de los aborígenes americanos luego del Descubrimiento de América en 1492 y resuelta con la Bula Sublimus Dei de 1537.
En los últimos años de su vida, Ratramno se opuso a la designación del patriarca de Constantinopla Focio que provocara un cisma entre las Iglesias de Roma y de Constantinopla entre los años 863 a 867.
- Datos: Q703858
- Multimedia: Ratramnus / Q703858